# سقط جنین بر پایه جنسیت
سقط جنین گزینش جنسی شده به از بین بردن عمدی رویان در رحم مادر بر اساس جنسیت فرزند گفته می‌شود. در برخی کشورها همچون  جمهوری خلق چین، هند، پاکستان و قفقاز که جنس نر بر جنس ماده از نظر اجتماعی برتری دارد، عمل سقط جنین گزینشی بیشتر بر روی رویان‌های ماده صورت می‌پذیرد. این عمل می‌تواند نسبت جنسی انسانی (نسبت تعداد جنس نر به ماده) را برهم زند.